# Маркеза (Напуљ)
Маркеза је насеље у Италији у округу Напуљ, региону Кампанија.
Према процени из 2011. у насељу је живело 424 становника. Насеље се налази на надморској висини од 90 м.